# Trier
Trier (latinsko Avgvsta Treverorvm, francosko Trèves, IPA [tʁɛv], luksemburško Tréier) je univerzitetno mesto z nekaj več kot 100.000 prebivalci ob reki Mozeli v Nemčiji, zgrajeno na ostankih rimske Augusta Treverorum. Ustanovljeno je bilo leta 16 pr. n. št. ali še prej in se z Wormsom, Kemptenom in Kölnom poteguje za položaj najstarejšega mesta v Nemčiji.
Mesto leži v dolini med nizkimi vinskimi goricami iz rumenega peščenjaka na zahodu nemške zvezne dežele Porenje - Pfalška v bližini meje z Luksemburgom in v pomembni vinski regiji Mozeli.
Mesto je najstarejši sedež krščanskega škofa severno od Alp. V srednjem veku je trierski nadškof kot cerkveni knez vladal ozemlju od francoske meje do Rena. Bil je tudi eden od sedmih elektorjev (volilnih knezov) Svetega rimskega cesarstva.
Trier se s približno 105.000 prebivalci uvršča na četrto mesto v deželi Porenje - Pfalška. Večja od njega so mesta  Mainz, Ludwigshafen, in Koblenz.
V Trierju je univerza, uprava okrožja Trier-Saarburg, DAA (Aufsichts- und Dienstleistung s direktion) ter Akademija za evropsko pravo (ERA). Mesto je eno od petih mestnih središč dežele Porenje - Pfalška. 
Skupaj z Luksemburgom, Metzom in Saarbrücknom tvori unijo mest QuattroPole. Metz je poleg tega središče širše regije, ki zajema Saar-Lor-Lux (Posarje, Lorena in Luksemburg), Porenje - Pfalško in Valonijo.

## Zgodovina
Po eni od legend iz Geste Trevorum, napisane v 12. stoletju, je mesto ustanovil istoimenski nedokumentirani asirski princ Trebeta nekaj stoletij pred prihodom Rimljanov. Na Rdeči hiši na trierski tržnici je srednjeveški napis
ANTE ROMAM TREVIRIS STETIT ANNIS MILLE TRECENTIS.
 PERSTET ET ÆTERNA PACE FRVATVR. AMEN.
»Trier je stal tisoč tristo let pred Rimom
in naj (še naprej) stoji in uživa večni mir. Amen.«
Druga pripoved v Gesti je iz Trebeta naredila sina asirskega kralja Ninusa, ki so si ga izmislili stari Grki, in neznane ženske pred njegovo poroko s prav tako nezgodovinsko kraljico Semiramido. Semiramida je pastorka prezirala. Ko je prevzela prestol po pokojnem Ninusu, je Trebeta zapustil Asirijo in odšel v Evropo. Po dolgem tavanju se je na čelu skupine ljudi naselil v okolici Trierja. Po smrti so ga prebivalci na Petrisbergu upepelili. Podoba Trebeta je v srednjem veku postala ikona Trierja.
V zgodovinskem času so Rimljani v 1. stoletju pr. n. št. podjarmili Trevere in leta 16 pr. n. št. ustanovili mesto Augusta Treverorum, se pravi Cesarsko (mesto) Treverov. Mesto je kasneje postalo upravno središče rimske province Belgijske Galije in prefekture Galije.  V 4. stoletju n. št. je bil Trier eno od petih največjih mest znanega sveta. Imel je 70.000-80.000, morda  celo 100.000 prebivalcev. 
 Med ostanke rimske arhitekture spadajo mestna vrata Porta nigra. 
V času, ko je bila Trierju rezidenca zahodnih rimskih cesarjev, se je v mestu rodil kasnejši milanski škof Ambrož. Med letoma 395 in 418 se je rimska uprava preselila iz Triera v Arles. Iz mesta je odšlo kakšnih 2.000 uradnikov prefekture  in vojakov in mesto ni več cvetelo kot prej. V njem so še vedno ostali sedež guverjerja, državna tovarna, ki je proizvajala baliste in orožje za vojsko, tkalnica volnene tkanine za vojaške uniforme in drugih tkanin in šivalnica zelo kakovostnih oblačil za cesarski dvor. Severno Galijo južno od črte Köln–Boulogne-sur-Mer v sedanji južni Belgiji so Rimljani obdržali do leta 460. Rimska oblast je bila trdna, kar dokazuje nadaljevanje proizvodnje orožja v tovarni v Amiensu.
Leta 459 so Trier zasedli Franki. Leta 870 je postal del Germanskega kraljestva, iz katerega se je razvilo Sveto rimsko cesarstvo. V mesto se prenesli relikvije sv. Matija, ki so privabile številne romarje. Mestni škofje so postajali vedno vplivnejši in triersko nadškofijo so priznali kot elektorat cesarstva in eno od najmočnejših držav v Nemčiji. Leta 1473 so ustanovili Triersko univerzo.
V 17. stoletju so trierski nadškofje in volilni knezi prenesli svoj sedež v grad Philippsburg v Ehrenbreitsteinu pri Koblenzu. Leta 1512 je bilo v mestu zasedanje Reichstaga, na katerem so dokončno razmejili okrožja Svetega rimskega cesarstva (Circulus imperii).
V 17. in 18. stoletju se je za Trier potegovala Francija, ki ga je napadla med tridesetletno vojno (1618–1648),  devetletno vojno  (1689-97), vojno za špansko nasledstvo (1701–1714) in vojno za poljsko nasledstvo (1733–1738).  Francija ga je leta 1794 med francoskimi revolucionarnimi vojnami končno osvojila in razpustila elektorsko nadškofijo. Po napoleonskih vojnah, ki so se končale leta 1815, je Trier pripadel Prusiji. 
V Trierju se je leta 1818 rodil Karl Marx.
V 19. stoletju se je Trier kot del pruskega Porenja močno razvil. Leta 1848 je med prebujanjem narodov v nemških državah v mestu izbruhnil upor, ki se je končal s porazom upornikov. Leta 1871 je postal del Nemškega cesarstva.
Junija 1940 je v Trier prišlo več kot 60.000 britanskih vojnih ujetnikov, zajetih v Dunkerqueu v severni Franciji, in mesto je postalo prehodno taborišče za britanske vojne ujetnike. Leta 1944 so ga zavezniki močno bombardirali. Po drugi svetovni vojni je pripadel novi nemški zvezni deželi Porenje - Pfalška. Univerzo, ukinjeno leta 1797, so v 1970. letih ponovno odprli. Leta 1974 so ponovno odprli tudi triersko stolnico. Leta 1984 je mesto praznovalo dvatisočletnico svojega obstoja.

## Mestne znamenitosti
Trier je znan po dobro ohranjenih rimskih in srednjeveških zgradbah, med katere spadajo:
- Porta Nigra, najbolj ohranjena rimska mestna vrata severno od Alp.
- Ruševine štirih rimskih kopališč, največjih severno od Alp, med katere spadata Barbarino in Cesarsko kopališče.
- Ogromna izvirna rimska Konstantinova bazilika, 67 m dolga Konstantinova prestolna dvorana, preurejena v protestantsko cerkev.
- Trierska stolnica sv. Petra (Triere Dom ali Dom St. Peter), rimskokatoliška cerkev z začetki v rimskem obdobju, v kateri hranijo Sveto tuniko, oblačilo z dokumentirano zgodovino do 12. stoletja. Katoličani verujejo, da jo je tik pred smrtjo nosil Jezus Kristus . Razstavljena je samo v neenakomernih nekaj desetletnih intervalih.
- Marijina cerkev (Liebfrauenkirche, Trier), ena od najpomembnejših zgodnjegotskih cerkva v Nemčiji, zgrajena po načelih francoskih gotskih stolnic.
- Rimski amfiteater.
- Rimski most čez Mozelo (Römerbrücke)  iz 2. stoletja, najstarejši rimski most severno od Alp, po katerem še poteka promet.
- Opatija sv. Matija (Abtei St. Matthias), ki je še živa. V samostanski cerkvi je pokopan edini apostol severno od Alp.
- Cerkev sv. Gangolfa na Mestnem trgu, ki je konkurirala nadškofovi trierski stolnici.
- Cerkev sv. Pavlina, ena od najpomembnejših baročnih cerkva v Porenju-Pfalški. Del cerkve je projektiral arhitekt Balthasar Neumann.
- Stari pristaniški dvigali s samotežnima kolesoma: gotsko Staro dvigalo (Alte Krahnen) ali Triersko mozelsko dvigalo (Trierer Moselkrahn) iz leta 1413 in baročno dvigalo iz leta 1774, imenovano (Staro) carinsko dvigalo ((Alter) Zollkran) ali Mlajše mozelsko dvigalo.
- Staro judovsko pokopališče na Weidegasse.
- Srednjeveška Judovska ulica (Judengasse) blizu trierskega Glavnega trga (Hauptmarkt).

## Muzeji
- Deželni muzej Porenja (Rheinisches Landesmuseum), ki je poleg Rimsko-germanskega muzeja (Römisch-Germanisches Museum) v Kölnu eden najpomembnejših nemških arheoloških muzejev za rimsko obdobje.
- Mestni muzej (Stadtmuseum Simeonstift), v katerem je, med drugim, razstavljena tudi maketa srednjeveškega Trierja.
- Stolnica in muzej dioceze Trier (Bischöfliches Dom- und Diözesanmuseum), v katerem so številni rimski artefakti.
- Muzej igrač.
- Etnološki muzej in muzej na prostem Roscheider Hof v bližnjem mestu Konz, v katerem je prikazana podežalska kultura severozahodnega dela dežele Porenje - Pfalška na tromeji Nemčije, Luksemburga in Francije.
- Rudnik skrilavca v občini Fell kakšnih 20 km iz Trierja, ki obsega  podzemni rudnik, rudniški muzej in rudniško železniško progo.
- Hiša Karla Marxa, muzej z Marxovimi osebnimi predmeti, pesniškimi deli, pismi in fotografijami s posvetili. V njem je tudi zbirka redkih prvih izdaj in mednarodnih izdaj njegovih del in razstava o razvoju socializma v 19. stoletju.

## Izobraževanje
V mestu je Trierska univerza, ustanovljena leta 1473. Leta 1769 je bila ukinjena in ponovno ustanovljena leta 1970. V mestu sta tudi Univerza uporabnih znanosti in Akademija za evropsko pravo (ERA), ustanovljena leta 1992.
Leta 2010 je bilo v mestu 40 vrtcev, 25 osnovnih šol in 23 srednjih šol. Med slednjimi so najbolj znane Humboldtova gimnazija, Gimnazija Maxa Plancka in Pestalozzijeva meščanska šola.

## Letni dogodki
Vsako poletje je v mestu največji rimski festival Kruha in iger (Brot und Spiele iz latinskega panem et circenses) v Nemčiji.
Trier je od leta 2000 izhodišče nemškega kroga svetovnega prvenstva v rallyu, ki se začne s predstavitvijo pred Porta Nigra.
Na Glavnem trgu (Hauptmarkt) in prostoru pred stolnico (Domfreihof) je vsako leto velik Božični sejem. 

## Ugledni meščani
- Evherij († okoli 250), prvi trierski škof
- Valerij († 320), drugi trierski škof
- Helena (okoli 250-330), svetnica, mati cesarja Konstantina I.[10]
- Pavlin († 358), trierski škof
- Valentinijan I. (321–375), rimski cesar
- Avzonij (okoli 310–395), rimski konzul in pesnik
- Ambrož (okoli 340-397), milanski škof in svetnik
- Kaspar Olevijan (1536–1587), teolog
- Karl Marx (1818–1883), socialni filozof
- Frederick A. Schroeder (1833–1899), ameriški politik, župan Brooklyna
- Ludwig Kaas (1881–1952), rimskokatoliški duhovnik in politik
- Oswald von Nell-Breuning (1890–1991), teolog
- Peter Thullen (1907-1996), matematik
- Wolf Graf von Baudissin (1907–1993), general, vojaški načrtovalec in raziskovalec
- Xavier Bout de Marnhac (* 1951), francoski general, nekdanji komandant KFOR
- Robert Zimmer (* 1953), nemški filozof in esejist
- Ernst Ulrich Deuker (* 1954), glasbenik skupine Ideal
- Guildo Horn (* 1963), pevec
- Eric Jelen (* 1965), tenisač
- Martin Bambauer (* 1970), cerkveni glasbenik
- Josephine Henning (* 1989), nogometašica

## Pobratena mesta
- Metz, Francija, od 1957
- Gloucester, Združeno kraljestvo, od 1957
- Ascoli Piceno, Italija, od 1958
- 's-Hertogenbosch, Nizozemska, od 1968
- Pulj, Hrvaška, od 1971[11]
- Fort Worth, Texas, ZDA, od 1987[12]
- Weimar, Nemčija, od 1990
- Nagaoka, Japonska, od 2006
- Xiamen, Kitajska, od 2010